# Amata incisa
Amata incisa là một loài bướm đêm thuộc phân họ Arctiinae, họ Erebidae.